# Concerto per violino e orchestra (Beethoven)
Il concerto per violino e orchestra in Re maggiore, op. 61 è stato composto da Ludwig van Beethoven nel 1806.

## Storia

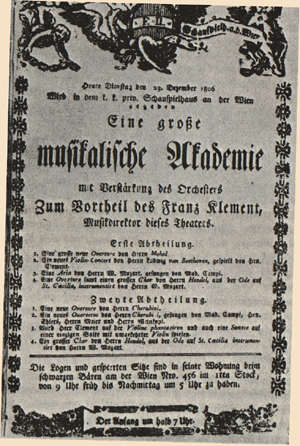
Manifesto della prima esecuzione del Concerto op. 61 al Theater an der Wien

Beethoven conosceva il violinista Franz Clement dal 1794 e aveva avuto per lui espressioni di elogio. Dopo l'insuccesso del Fidelio nel 1805, Clement collaborò con il compositore a una rilettura dell'opera a cui parteciparono anche il principe e la principessa Lichnowsky, il drammaturgo Heinrich von Collin e Stephan von Breuning che revisionò il libretto. Quando l'opera andò di nuovo in scena il 29 marzo 1806 ebbe un moderato successo di pubblico. Non ebbe buon riscontro però fra le personalità del mondo musicale e Beethoven stesso decise di ritirare l'opera dopo la terza rappresentazione, anche in seguito a divergenze sorte con la direzione del teatro. Scontento dall'accaduto, Beethoven mise da parte il lavoro (lo avrebbe revisionato solo nel 1814) e si accinse immediatamente alla scrittura di un Concerto per violino che terminò in soli sei mesi. 
Il concerto venne dedicato a Stephan von Breuning, amico del compositore; per la prima esecuzione Beethoven pensò subito a Clement per ringraziarlo dell'aiuto avuto precedentemente; a tal scopo sulla partitura autografa il musicista appose una scritta particolare: "Concerto par Clemenza pour Clement, primo violino e diretto al teatro di Vienna da L. van Bthvn 1806". La composizione fu eseguita per la prima volta al Theater an der Wien di Vienna il 23 dicembre 1806 da  Franz Clement con la direzione del compositore. L'esecuzione non ebbe il successo che Beethoven si aspettava, anche perché Clement nel bel mezzo del concerto, appena dopo il primo movimento, pare abbia sospeso l'esecuzione iniziando a suonare delle variazioni su propria musica per poi riprendere il secondo e terzo tempo del concerto. Non presentando la partitura beethoveniana pezzi di bravura e virtuosistici per il solista, Clement aveva trovato il modo per riscuotere un successo personale. Ovviamente un'esecuzione così spezzettata non fu compresa né apprezzata dal pubblico; il Concerto non fu più presentato e in seguito venne totalmente abbandonato da Beethoven che non volle neanche apportare alcuna modifica. Fu una successiva esecuzione postuma a dare al concerto il suo successo. Come qualche anno prima era stata riscoperta la Passione secondo Matteo di Bach con una nuova esecuzione, fu riscoperto anche questo concerto nel 1844, da parte di Felix Mendelssohn che lo diresse a Londra con l'esecuzione solistica di un giovanissimo virtuoso di violino, Joseph Joachim.
Beethoven non aveva composto cadenze per il suo Concerto; quella scritta successivamente fu creata da Fritz Kreisler ed è ancor oggi la più eseguita; il musicista aveva però realizzato una versione pianistica del Concerto scrivendo ben quattro cadenze, cercando in tal modo di dare un carattere brillante alla composizione allo scopo di favorirne la diffusione editoriale e la vendita.

## Struttura
Il concerto è diviso in tre movimenti:
1. Allegro ma non troppo
2. Larghetto (Sol maggiore)
3. Rondò. Allegro

Il secondo e il terzo movimento sono collegati direttamente tra di loro senza soluzione di continuità.

## Analisi
Il Concerto fu composto durante uno dei periodi più fertili della produzione musicale beethoveniana e in uno dei rarissimi momenti di serenità della sua vita; rappresenta una delle pagine più alte del genio musicale del compositore, sia per la sua intrinseca bellezza ed euritmia, sia per i dialoghi, di carattere intimo, che vengono via via sviluppati tra il violino solista e l'orchestra nel corso dei tre movimenti. Per il suo particolare fascino e la brillantezza, questo concerto figura nel repertorio dei maggiori violinisti del mondo.
Il primo tempo, Allegro ma non troppo, è caratterizzato subito da una particolarità ritmica dei timpani che con quattro colpi danno l'avvio al movimento; questo elemento sarà la peculiarità di tutto il primo tempo legandosi anche all'esposizione del secondo tema. Il brano presenta due temi piuttosto simili, uno caratterizzato da un motivo discendente, l'altro  ascendente, entrambi esposti dai legni; questo secondo motivo, inizialmente in Re maggiore viene poi mutato nella tonalità minore dall'intervento degli archi; tutta l'orchestra introduce quindi un terzo tema con un tono deciso fino all'intervento solistico del violino che sviluppa poi un sereno e continuo dialogo con tutti gli altri strumenti.
Il Larghetto, in Sol maggiore, si presenta come una Romanza ed è costituito sostanzialmente da un unico tema con variazioni. Dopo un inizio sommesso l'entrata del violino solista rinvigorisce l'aspetto espressivo, la melodia fluisce accompagnata discretamente dall'orchestra. Il tema principale è prima esposto dalla sezione degli archi con sordina; mentre il violino sviluppa una melodia con grande abbandono, la prima variazione viene sostenuta da corni e clarinetti, la seconda dal fagotto. La ripresa vede impegnata tutta l'orchestra in forte e porta all'introduzione di un secondo tema da parte del solista; il motivo viene a sua volta variato e, dopo una riapparizione del tema principale, una cadenza del violino conduce direttamente al movimento finale.
Il Rondò conclusivo è il brano più brillante e vitale della composizione, smorzato appena nella sua piacevolezza dall'aspetto pastorale sottolineato dall'indicazione di 6/8, che riporta al terzo movimento della contemporanea sesta sinfonia. Lo schema compositivo è piuttosto semplice e alterna un tema principale, un ritornello, ad altri momenti dall'aspetto contrastante. La caratteristica principale è data dal motivo di danza popolare espresso dal violino solista utilizzando i registri bassi per venire quindi riproposto nei toni acuti e poi ripreso dal pieno dell'orchestra. La grande scorrevolezza e continuità dei vari episodi sono dovuti alla brillante scrittura della parte del violino solista che dialoga costantemente con gli altri strumenti in un fluire vivace e dal grande impulso ritmico. 

## Organico
Violino solista. Orchestra composta da: flauto, due oboi, due clarinetti, due fagotti, due corni, due trombe, timpani, archi

## Discografia
- Josef Suk, Orchestra Filarmonica Ceca, Franz Konwitschny, Supraphon (SUA 10445)
- Jascha Heifetz, NBC Symphony Orchestra, Arturo Toscanini, RCA LCT 1010
- Yehudi Menuhin, Orchestra del Festival di Lucerna, Wilhelm Furtwangler (1947)
- Jean-Jacques Kantorow, Nederlands Kamerorkest, Fritz Kreisler, CD Denon
- Jascha Heifetz, New York Philharmonic, Dimitri Mitropoulos
- Isaac Stern, New York Philharmonic, Leonard Bernstein, Sony (1959)
- Igor Oistrakh, Orchestra Sinfonica di Vienna, David Oistrakh, Cetra, LPU 0097
- Salvatore Accardo, Orchestra del Gewandhaus di Lipsia, Kurt Masur, Philips 416 701-1 (1978)
- Anne-Sophie Mutter, Berliner Philharmoniker, Herbert von Karajan, Deutsche Grammophon (1980)
- Bin Huang, Genoa Youth Philharmonic, Michele Trenti, Philharmonia, (1995)